# Conferencia Sur (LNBP)
La Conferencia Sur es una de las 2 divisiones de equipos que forman parte de la Liga Nacional de Baloncesto Profesional de México. En la actualidad está integrada por 7 equipos, cuyas sedes se encuentran geográficamente más hacia la parte sur del país de entre los 14 equipos que forman parte de la liga.

## Historia
Anteriormente conocida como Zona Sur, fue creada, junto con la Zona Norte, para la temporada 2004, y continuó hasta la temporada 2008-2009. Después de 10 años de receso, ambas zonas regresaron a la actividad para la temporada 2018-2019, pero ahora denominadas como Conferencias. En cada conferencia un equipo resulta campeón de esta y se enfrenta al campeón de la otra zona en una serie final, de la que sale el campeón absoluto de la liga.

## Equipos

### Temporada 2004
| Liga Nacional de Baloncesto Profesional de México 2004 |                                |
| Equipo                                                 | Sede                           |
| Cometas de Querétaro                                   | Querétaro, Querétaro           |
| Coras de Tepic                                         | Tepic, Nayarit                 |
| Garzas de Plata de la UAEH                             | Pachuca, Hidalgo               |
| Halcones UV Xalapa                                     | Xalapa, Veracruz               |
| Lechugueros de León                                    | León, Guanajuato               |
| Lobos Plateados de la BUAP                             | Puebla, Puebla                 |
| Ola Roja del Distrito Federal                          | México, D. F.                  |
| Panteras de Aguascalientes                             | Aguascalientes, Aguascalientes |
| Tecolotes de la UAG                                    | Guadalajara, Jalisco           |
| Tuberos de Colima                                      | Colima, Colima                 |

### Temporada 2005
| Liga Nacional de Baloncesto Profesional de México 2005 |                                |
| Equipo                                                 | Sede                           |
| Barreteros de Zacatecas                                | Zacatecas, Zacatecas           |
| Cometas de Querétaro                                   | Querétaro, Querétaro           |
| Gambusinos de Fresnillo                                | Fresnillo, Zacatecas           |
| Halcones UV Veracruz                                   | Veracruz, Veracruz             |
| Halcones UV Xalapa                                     | Xalapa, Veracruz               |
| Lechugueros de León                                    | León, Guanajuato               |
| Ola Roja del Distrito Federal                          | México, D. F.                  |
| Panteras de Aguascalientes                             | Aguascalientes, Aguascalientes |
| Tecolotes de la UAG                                    | Guadalajara, Jalisco           |
| Tuberos de Colima                                      | Colima, Colima                 |

### Temporada 2006
| Liga Nacional de Baloncesto Profesional de México 2006 |                                |
| Equipo                                                 | Sede                           |
| Barreteros de Zacatecas                                | Zacatecas, Zacatecas           |
| Bucaneros de Campeche                                  | Campeche, Campeche             |
| Cometas de Querétaro                                   | Querétaro, Querétaro           |
| Gambusinos de Fresnillo                                | Fresnillo, Zacatecas           |
| Guerreros de Morelia                                   | Morelia, Michoacán             |
| Halcones UV Veracruz                                   | Veracruz, Veracruz             |
| Halcones UV Xalapa                                     | Xalapa, Veracruz               |
| Lechugueros de León                                    | León, Guanajuato               |
| Mayas de Yucatán                                       | Mérida, Yucatán                |
| Ola Roja del Distrito Federal                          | México, D. F.                  |
| Panteras de Aguascalientes                             | Aguascalientes, Aguascalientes |
| Pioneros de Quintana Roo                               | Cancún, Quintana Roo           |

### Temporada 2007-2008
| Liga Nacional de Baloncesto Profesional de México 2007-2008 |                                |               |
| Equipo                                                      | Ciudad                         | Miembro desde |
| Ángeles de Puebla                                           | Puebla, Puebla                 | 2007-2008     |
| Bucaneros de Campeche                                       | Campeche, Campeche             | 2006          |
| Caballeros de Culiacán                                      | Culiacán, Sinaloa              | 2007-2008     |
| Guerreros de Morelia                                        | Morelia, Michoacán             | 2006          |
| Halcones Rojos Veracruz                                     | Veracruz, Veracruz             | 2005          |
| Halcones UV Córdoba                                         | Córdoba, Veracruz              | 2007-2008     |
| Halcones UV Xalapa                                          | Xalapa, Veracruz               | 2003          |
| Lechugueros de León                                         | León, Guanajuato               | 2001          |
| Mayas de Yucatán                                            | Mérida, Yucatán                | 2006          |
| Panteras de Aguascalientes                                  | Aguascalientes, Aguascalientes | 2003          |
| Pioneros de Quintana Roo                                    | Cancún, Quintana Roo           | 2006          |
| Tecolotes de la UAG                                         | Guadalajara, Jalisco           | 2001          |

### Temporada 2008-2009
| Liga Nacional de Baloncesto Profesional de México 2008-2009 |                                  |               |
| Equipo                                                      | Ciudad                           | Miembro desde |
| Ángeles de Puebla                                           | Puebla, Puebla                   | 2007-2008     |
| Barreteros de Zacatecas                                     | Zacatecas, Zacatecas             | 2004          |
| Bucaneros de Campeche                                       | Campeche, Campeche               | 2006          |
| Estrellas Indebasquet del Distrito Federal                  | México, D. F.                    | 2008-2009     |
| Halcones Rojos Veracruz                                     | Veracruz, Veracruz               | 2005          |
| Halcones UV Córdoba                                         | Córdoba, Veracruz                | 2007-2008     |
| Halcones UV Xalapa                                          | Xalapa, Veracruz                 | 2003          |
| Lechugueros de León                                         | León, Guanajuato                 | 2001          |
| Loros de la Universidad de Colima                           | Colima, Colima                   | 2008-2009     |
| Panteras de Aguascalientes                                  | Aguascalientes, Aguascalientes   | 2003          |
| Pioneros de Quintana Roo                                    | Cancún, Quintana Roo             | 2006          |
| Santos Reales de San Luis                                   | San Luis Potosí, San Luis Potosí | 2003          |

### Temporada 2018-2019
| Conferencia Sur                  |                 |                                |               |                                         |           |
| Equipo                           | Entrenador      | Ciudad                         | Miembro desde | Pabellón                                | Capacidad |
| Abejas de León                   | José Martínez   | León, Guanajuato               | 2009-2010     | Domo de la Feria                        | 4,463     |
| Aguacateros de Michoacán         | Omar Quintero   | Morelia, Michoacán             | 2017-2018     | Auditorio de Usos Múltiples de la UMSNH | 3,500     |
| Ángeles de Puebla                | Pedro Carrillo  | Puebla, Puebla                 | 2007-2008     | Gimnasio "Miguel Hidalgo"               | 4,000     |
| Capitanes de la Ciudad de México | Ramón Díaz      | Ciudad de México               | 2017-2018     | Gimnasio Olímpico Juan de la Barrera    | 5,242     |
| Libertadores de Querétaro        | Leandro Ramella | Querétaro, Querétaro           | 2009-2010     | Auditorio General Arteaga               | 4,138     |
| Panteras de Aguascalientes       | Eric Weissling  | Aguascalientes, Aguascalientes | 2003          | Gimnasio "Hermanos Carreón"             | 3,000     |
| Soles de Mexicali                | Iván Déniz      | Mexicali, Baja California      | 2005          | Auditorio PSF                           | 4,426     |

### Temporada 2019-2020
| Zona Oeste                       |                      |                                  |               |                                         |           |
| Equipo                           | Entrenador           | Ciudad                           | Miembro desde | Pabellón                                | Capacidad |
| Abejas de León                   | José Martínez        | León, Guanajuato                 | 2009-2010     | Domo de la Feria                        | 4,463     |
| Aguacateros de Michoacán         | Nicolás Casalánguida | Morelia, Michoacán               | 2017-2018     | Auditorio de Usos Múltiples de la UMSNH | 3,500     |
| Ángeles de Puebla                | Jhovanny García      | Puebla, Puebla                   | 2007-2008     | Gimnasio "Miguel Hidalgo"               | 4,000     |
| Astros de Jalisco                | Sergio Valdeolmillos | Guadalajara, Jalisco             | 2019-2020     | Arena Astros                            | 4,000     |
| Capitanes de la Ciudad de México | Ramón Díaz           | Ciudad de México                 | 2017-2018     | Gimnasio Olímpico Juan de la Barrera    | 5,242     |
| Libertadores de Querétaro        | Carlos González      | Querétaro, Querétaro             | 2009-2010     | Auditorio General Arteaga               | 4,138     |
| Panteras de Aguascalientes       | Manolo Cintrón       | Aguascalientes, Aguascalientes   | 2003          | Gimnasio "Hermanos Carreón"             | 3,000     |
| Santos de San Luis               | Andrés Contreras     | San Luis Potosí, San Luis Potosí | 2016          | Auditorio Miguel Barragán               | 3,400     |
| Soles de Mexicali                | Iván Déniz           | Mexicali, Baja California        | 2005          | Auditorio PSF                           | 4,426     |

### Temporada 2020
| Zona Oeste                 |                      |                                |               |                                         |           |
| Equipo                     | Entrenador           | Ciudad                         | Miembro desde | Pabellón                                | Capacidad |
| Abejas de León             | Marcelo Roig         | León, Guanajuato               | 2009-2010     | Domo de la Feria                        | 4,463     |
| Aguacateros de Michoacán   | Nicolás Casalánguida | Morelia, Michoacán             | 2017-2018     | Auditorio de Usos Múltiples de la UMSNH | 3,500     |
| Astros de Jalisco          | Sergio Valdeolmillos | Guadalajara, Jalisco           | 2019-2020     | Arena Astros                            | 4,000     |
| Libertadores de Querétaro  | Omar Quintero        | Querétaro, Querétaro           | 2009-2010     | Auditorio General Arteaga               | 4,138     |
| Panteras de Aguascalientes | Manolo Cintrón       | Aguascalientes, Aguascalientes | 2003          | Gimnasio "Hermanos Carreón"             | 3,000     |
| Soles de Mexicali          | Iván Déniz           | Mexicali, Baja California      | 2005          | Auditorio PSF                           | 4,426     |

### Temporada 2021
| Zona Oeste                 |                      |                                |               |                             |           |
| Equipo                     | Entrenador           | Ciudad                         | Miembro desde | Pabellón                    | Capacidad |
| Abejas de León             | Pablo García         | León, Guanajuato               | 2009-2010     | Domo de la Feria            | 4,463     |
| Astros de Jalisco          | Sergio Valdeolmillos | Guadalajara, Jalisco           | 2019-2020     | Arena Astros                | 4,000     |
| Libertadores de Querétaro  | Omar Quintero        | Querétaro, Querétaro           | 2009-2010     | Auditorio General Arteaga   | 4,138     |
| Panteras de Aguascalientes | Sebastián Ginóbili   | Aguascalientes, Aguascalientes | 2003          | Gimnasio "Hermanos Carreón" | 3,000     |
| Soles de Mexicali          | Iván Déniz           | Tijuana, Baja California       | 2005          | Auditorio Academia Zonkeys  | 3,000     |